# Sur la génération et le rang des choses qui sont après le premier
Sur la génération et le rang des choses qui sont après le premier est le onzième traité des Ennéades, et deuxième livre de la cinquième Ennéade qui traite de l'Intelligence, rédigé par Plotin. Celui-ci prend pour sujet la continuité entre les hypostases, et pour montrer les conséquences de l'ontologie développée dans le neuvième et le dixième traités. Plotin y expose l'idée de la première génération à partir de l'Un.